# Gyrotoma
Gyrotoma es un género de gasterópodos  de la familia de los Pleuroceridae.

## Especies
Este género contiene las siguientes especies:
- †Gyrotoma excisa (I. Lea, 1843)
- †Gyrotoma lewisii (I. Lea, 1869)
- †Gyrotoma pagoda (I. Lea, 1845)
- †Gyrotoma pumila (I. Lea, 1860)
- †Gyrotoma pyramidata (Shuttleworth, 1845)
- †Gyrotoma walkeri (H. H. Smith, 1924)